# 長野県大町北高等学校
長野県大町北高等学校（ながのけん おおまちきたこうとうがっこう）は、長野県大町市大町にあった公立高等学校。
文化祭は「白樺祭」と称し、その名称は校章に由来する。
2016年（平成28年）4月に、長野県大町高等学校と再編統合され、新たに大町岳陽（がくよう）高等学校となった。

## 沿革
- 1912年（明治45年）4月8日 - 長野県町立大町実科高等女学校として開校。
- 1920年（大正9年）4月8日 - 北安曇郡に移管され、長野県北安曇郡大町高等女学校に改称。
- 1922年（大正11年）4月1日 - 長野県に移管され、長野県大町高等女学校に改称。
- 1948年（昭和23年）4月1日 - 学制改革により、長野県大町北高等学校となる。定時制課程を併設し、美麻・八坂・北城の分校を設置。
- 1949年（昭和24年）4月1日 - 定時制課程神城分校を設置。
- 1951年（昭和26年）5月1日 - 定時制課程北城・神城分校を廃止。
- 1958年（昭和33年）3月31日 - 定時制課程美麻・八坂分校を廃止。
- 1974年（昭和49年）4月1日 - 男女共学の実施。
- 1975年（昭和50年）3月31日 - 定時制課程を廃止。
- 2006年（平成18年）9月15日 - 長野県大町高等学校との統合案を県議会が否決。
- 2011年（平成28年） - 2月県議会において長野県大町高等学校との統合案が同意される[2]。
- 2016年（平成28年）4月 - 長野県大町高等学校との統合により廃校。長野県大町岳陽高等学校開校[1]。

## 教育目標
- 学力の向上を図る。
- 自主的活動をもりあげ相互にみがき合う。
- 規律を重んじ、生活の節度を身に付ける。

## 出身者
- 鉄拳 - お笑い芸人[3]

## 校章
- 3枚の白樺の葉を三角に配置。

## 校歌・応援歌
- 校歌（作詞：尾崎喜八 作曲：安部幸明）

## 最寄駅
- 東日本旅客鉄道大糸線：信濃大町駅・北大町駅